# Satu Mare
Satu Mare (maďarsky Szatmárnémeti, německy Sathmar, v překladu Velká Vesnice) je rumunské město na severozápadě země a správní město stejnojmenné župy, 10 km od maďarských a 18 km od ukrajinských hranic na řece Szamos. Kulturní, průmyslové a obchodním centrum severozápadního Rumunska. Žije zde přibližně 92 tisíc obyvatel a město tak patří mezi 20 největších rumunských měst.

## Historie
Město je poprvé doloženo v roce 1006. Ve 13. století bylo uherským králem povýšeno na svobodné královské město, osídlili ho němečtí kolonisté. V roce 1703 kompletně celé město vyhořelo. Roku 1711 zde byl uzavřen tzv. Satmárský mír mezi Habsburky a odbojnými maďarskými stavy, v roce 1804 tu pak vzniklo i biskupství. Od roku 1918 je součástí Rumunska, ačkoliv spadal dříve celá staletí pod Uhersko. Mezi lety 1940–1944 ho Vídeňskou arbitráží získalo Maďarsko, během této doby bylo ale okolo 18 000 Židů odsud deportováno do koncentračních táborů. Po pádu komunismu v zemi v 90. letech byly zavřeny mnohé podniky a ze Satu Mare tak odešlo až 20 000 lidí. Dnes je Satu Mare dynamicky se rozvíjejícím městem s mnoha průmyslovými odvětvími. 14 km jižně od města je mezinárodní letiště, které bylo otevřeno v roce 1936. Každý rok si město připomíná 14. květen, den, kdy v roce 1970 povodeň zničila jeho velkou část.

## Obyvatelstvo
Podle sčítání obyvatel v roce 2011 žilo ve městě 55 904 (58,9 %) Rumunů, 35 723 (37,6 %) Maďarů, 1 278 (1,3 %) Romů a 164 (0,2 %) Ukrajinců. Dle náboženství se 48,9 % obyvatel hlásilo k rumunské pravoslavné církvi, 19,8 % k římskokatolické církvi, 19,3 % k reformované církvi a 8 % k řeckokatolické církvi.

## Pamětihodnosti
- Administrativní palác, 97 metrů vysoká budova, čtvrtá nejvyšší v Rumunsku, postavená v letech 1972–1984 ve stylu brutalismu. Stavba má tři malé věže symbolizující tři hlavní etnika v župě Satu Mare: Rumuny, Němce a Maďary. Hlavní a nejvyšší věž pak tyto tři spojuje. Z vrcholu paláce je dobrý výhled po městě a okolí.
- Pomník Kapitolská vlčice připomínající latinský původ Rumunů
- Řetězový kostel na náměstí Păcii je reformovaný kostel z let 1793–1802. Název získal dle řetězu, kterým je kostel obklopen. Ve věži je zavěšen nejstarší zvon ve městě z roku 1633.
- Hotel Dacia z počátku 20. století byl postaven na místě dřívější radnice v secesním slohu.
- Synagoga z konce 19. století postavená v maurském slohu
- Požární věž z roku 1904 vysoká 47 metrů dnes slouží jako vyhlídka pro turisty.

## Partnerská města
- Berehovo, Ukrajina (2007)
- Nyíregyháza, Maďarsko (2000)
- Řešov, Polsko (2007)
- Schwaz, Rakousko (2007)
- Užhorod, Ukrajina (2006)
- Wolfenbüttel, Německo (1974)
- Zutphen, Nizozemsko (1970)